# Nicole Ramalalanirina
Nicole Ramalalanirina, née le 5 mars 1972 à Antananarivo, est une athlète malgache naturalisée française, pratiquant le 100 mètres haies. Elle est championne du monde universitaire au Fukuoka ( Japon) en 1995.

## Biographie
Native de Madagascar, elle participe à deux Jeux olympiques d'été, la première à Barcelone puis à Atlanta ; lors de ces participations, elle est éliminée respectivement en série et en ½ finale.
Elle a  une médaille d'or lors des Championnats d'Afrique 1993.
Elle est championne du Monde Universitaire au Fukuoka en 1995 ( Japon)
En 1998, elle obtient sa nationalité française, pays où elle s'entraîne depuis le début des années 1990. Pour sa première grand compétition sous ses nouvelles couleurs, lors des Championnats d'Europe 1998, elle termine au pied du podium à la 4e place.
Pour sa troisième participation aux jeux, elle participe à une nouvelle finale lors des Jeux olympiques de 2000 à Sydney, terminant à la 6e place. L'année suivante, elle remporte sa première médaille sous les couleurs françaises. Elle obtient la médaille de bronze aux mondiaux en salle 2001 à Lisbonne.
Elle connait ensuite deux saisons difficiles, perturbées par des blessures. Elle participe à ses quatrièmes jeux à Athènes 2004.
Elle est la sœur de l'athlète Lantoniaina Ramalalanirina.

## Club
- ASPTT Poitiers
- Neuilly Plaisance Sports
- Poitiers EC

## Palmarès

### Jeux olympiques d'été
- Jeux olympiques de 2000 à Sydney,  Australie
  - 6e

- Jeux olympiques de 2004 à Athènes,  Grèce
  - 4e de sa série (non qualifiée pour la demi-finale)

### Championnats d'Europe d'athlétisme
- Championnats d'Europe 1998 à Budapest,  Hongrie
  - 4e

### Championnats du monde d'athlétisme en salle
- Championnats du monde en salle 2004 à Budapest,  Hongrie
  - 8e sur 60 mètres haies
- Championnats du monde en salle 2001 à Lisbonne,  Portugal
  -  Médaille de bronze sur 60 mètres haies

### Championnats d'Europe d'athlétisme en salle
- Championnats d'Europe en salle 2002 à Vienne,  Autriche
  - 4e sur 60 mètres haies

### Jeux africains
- Jeux africains de 1991 au Caire,  Égypte
  -  Médaille de bronze sur 100 mètres haies
  -  Médaille de bronze sur 4 × 100 mètres

### Championnats d'Afrique d'athlétisme
- Championnats d'Afrique d'athlétisme 1993 à Durban,  Afrique du Sud
  -  Médaille d'or sur 100 m haies
  -  Médaille d'argent sur 4 x 100 m

### Jeux de la Francophonie
- Jeux de la Francophonie 1997,  Madagascar
  -  Médaille d'or sur 100 m haies
- Jeux de la Francophonie 1994,  France
  -  Médaille d'or sur 100 m haies

### Universiade
- Universiade d'été de 1995 à Fukuoka,  Japon
  -  Médaille d'or sur 100 m haies